# Наталівка (Синельниківський район)
Ната́лівка — село в Україні, у Синельниківському районі Дніпропетровської області. Населення становить 118 осіб. Орган місцевого самоврядування - Слов'янська сільська рада.

## Географія
Село Наталівка знаходиться на правому березі річки Бик, вище за течією на відстані 5 км розташоване село Крутоярівка, нижче за течією на відстані 4,5 км розташоване село Юр'ївка, на протилежному березі - село Слов'янка.

## Історія
За даними 1859 року Наталівка була панським селом. 23 подвірь, 125 мешканців. 
12 червня 2020 року, відповідно до розпорядження Кабінету Міністрів України № 709-р від «Про визначення адміністративних центрів та затвердження територій територіальних громад Дніпропетровської області», увійшло до складу  Слов'янської сільської громади.
19 липня 2020 року, в результаті адміністративно-територіальної реформи і ліквідації Межівського району, село увійшло до складу новоутвореного Синельниківського району.